# ری بوودن
ری بوودن (به انگلیسی: Ray Bowden) بازیکن فوتبال زادهٔ ۱۳ سپتامبر ۱۹۰۹ اهل کشور انگلستان که سابقهٔ بازی در تیم ملی فوتبال انگلستان را در کارنامهٔ خود دارد. وی در تاریخ ۲۹ سپتامبر ۱۹۳۴ نخستین بازی ملی خود را در مقابل تیم ملی فوتبال ولز انجام داد و با حضور در ۶ بازی ملی، در تاریخ ۲ دسامبر ۱۹۳۶ واپسین بازی ملی‌اش را در برابر تیم ملی فوتبال مجارستان برگزار کرد.
این بازیکن توانسته در بازی‌های ملی، ۱ گل به ثمر برساند.